# Јануарски устанак
Јануарски устанак (пољ. powstanie styczniowe; литв. 1863 m. sukilimas; блр. Паўстанне 1863-1864 гадоў) представља устанак држава бивше Пољско-литванске уније (данашња Пољска, Литванија, Белорусија, део Украјине, Летонија и западна Русија) против Руске империје. Подигнут је 22. јануара 1863. године. Последњи устаници поражени су априла 1865. године.

## Позадина
Пораз Русије у Кримском рату (1853—1856) заоштрио је кризу феудално-спахијског система. У Русији и Пољској долази до револуционарних превирања. Године 1861. сељачке буне захватиле су 31 од 39 срезова Конгресне Пољске. Радници су се све чешће супротстављали капитализму. Манифестације против царизма у Варшави су неколико пута прерасле у оружану борбу. Формиране су две странке: Црвени и Бели. Црвени тј. представници средњих слојева буржоазије и племства сматрали су да националноослободилачком борбом треба решити и основна питања аграрне реформе. Радикално крило Црвених предводили су Александар Херцен, Николај Чернишевски и Тарас Шевченко. Они су били за националну и класну борбу и сматрали су да без рушења феудално-спахијског система неће остварити потпуну националну победу. Идејни руководиоци Белих били су аристократски кругови пољске емиграције. Заступали су интересе крупног племства и буржоазије. Они су подржавали борбу за националну независност, али без рушења националног поретка.

## Проглашење устанка
Јуна 1862. године формиран је Централни национални комитет, руководеће тело Црвених, који је енергично почео
припремати устанак. Највећу улогу у комитету имали су Јарослав Домбровски, Бронислав Шварце и Зигмунт Падлевски. Непосредни повод за избијање устанка био је ванредни позив регрута. Циљ регрутовања био је да се из Пољске одстрани револуционарна омладина. На позив Централног комитета, већина регрута се није јавила на зборна места већ се сакрила у шуме. Ноћу 22/3. јануара 1863. године Централни национални комитет објавио је општи устанак.
Манифестом и декретима Комитета су одређени национални и социјални циљеви устанка: предавање земље сељацима који би је обрађивали, додела земље сиромашним сељацима и др. Тако је Јануарски устанак имао карактер буржоаске револуције.

### Снаге
Против устаника, Руси су ангажовали војску од 126.000 људи и 176 топова. Устаничке снаге биле су слабе. Имале су највише 15-20.000 људи, слабо наоружаних. Нису поседовали артиљерију. Били су груписани у одреде јачине од 30 до 1000, а понегде и неколико хиљада људи. Укупно су располагали са око 50 одреда.

## Устанак у Пољској
План устаника предвиђао је да тежиште почетних операција буде у источном и североисточном делу Пољске како би се пресекла веза са Петроградом и створили услови за преношење устанка у Литванију и Белорусију. Већ првог дана устанка, наоружане устаничке групације напале су око 30 руских гарнизона широм земље. Неколико мањих гарнизона претрпело је губитке, али устаници нису ослободили ниједно место. Главни проблем устаника било је помањкање оружја због чега се у борбу нису могли прикључити сви устаници. Набавка оружја преко пруске границе спречена је оштрим мерама пруске владе. Због тога у северним и источним пределима Пољске нису створени јачи устанички центри. Нешто погодније је било у јужном и југозападном делу Пољске. У рејону Венгрува прикупило се 4000 устаника који су 3. фебруара започели борбу против царских јединица. Слаби устанички одреди нису могли издржати артиљеријску ватру царских трупа те су се повукли под заштитом одреда од 200 сељака (косача) који су изгинули у борби прса у прса. У југозападном делу Пољске, одред од 2000 устаника 17. фебруара безуспешно напада царски гарнизон у Мјехуву. Јак царски одред (од 3500 људи) под командом Марјана Лангјевича дејствовао је северно од Кракова. Марјан је био бивши официр пруске војске и погрешно је схватио да треба водити велику регуларну војску која би водила рат. У међувремену, Лангјевич се одвојио од Централног комитета и прогласио се диктатором. Након неколико почетних успеха, његове трупе су опкољене од руских снага. Лангјевич распушта војску и бежи у Аустрију.
У пролећном периоду активност устаника се развила у западном делу Пољске тј. у граничним рејонима са Пруском. Најзначајнији одред предводио је Падлевски. Бројао је око 2000 људи. После упорних борби и више успеха, Падлевски је 22. априла заробљен, а 15. маја стрељан. Његов одред се распао. Тежиште устанка пренесено је у Литванију и Белорусију.

## Устанак у Литванији, Белорусији и Украјини
Устанак у Литванији имао је карактер сељачког масовног покрета. Одреи су углавном или искључиво попуњавани сељацима. Основ за устанак у Литванији створили су револуционарни демократи Константин Калиновски, Валериј Врублевски и други. Суочени са далеко надмоћнијим царским трупама, после битке код Биржаја и погибије команданта Зигмунта Сјераковског 27. јула, устаници су разбијени. Устанак у Литванији битком код Биржаја није у потпуности разбијен, али више није узимао широке размере. Устанак у Белорусији и Украјини није успео. Народне масе нису га подржале, пре свега, због уских социјалних циљева.

## Руководство Белих
Бели у таквој ситуацији преузимају руковођење устанком. Тежили су да устанак лише било каквим тежњи за социјалним променама и ометали су спровођење аграрних декрета Централног комитета. Такође су били против снажења оружане борбе и савеза са револуционарним снагама Русије и других земаља. Бели су се надали помоћи других европских сила: Велике Британије и Француске. И поред тога, у јулу и августу је знатно порасла оружана активност устаника, нарочито у централном делу Пољске. Посебно су значајна дејства одреда (око 1600 људи) генерала Михаила Хајденрајха. Међутим, након овог периода, политика Белих доводи до јењавања устанка. Октобра 1863. године, власт као диктатор преузима Ромулд Траугут, један од команданата устаника у западној Белорусији. Као основни устанички задатак поставио је јачање оружаних снага. Тежио је стварању јаке армије од око 50.000 људи и централизације командовања у оружаним снагама. Све устаничке снаге је прикупио у 4 корпуса подељена на батаљоне. Схватио је да јаку војску не може створити без масовног учешћа сељака. Због тога је инсистирао на спровођењу аграрних декрета Централног националног комитета, али су се томе енергично супротставили магнати и шљахта. Априла 1864. године Траугут је ухваћен. У августу исте године је погубљен. После хапшења Траугута и већине чланова владе, разбијена је варшавска устаничка организација. Оружана борба устаника била је кратког века. У априлу је било 34 сукоба са царским трупама, а следећег месеца само 13. Устанак је угушен. Једино је одред генерала Јозефа Хаукеа продужио борбу до априла 1865. године у јужном делу Пољске.
Устанак пољског народа 1863—1864. године, и поред својих ограничених социјалних циљева, принудио је царизам на низ реформи које су убрзале развој капитализма у Пољској.

## У литератури
- Пољски песник Кипријан Норвид написао је песму "Шопенов клавир" у којој описује дефенестрацију Шопеновог клавира током Јануарског устанка 1863. године. Руски војници избацили су клавир са другог спрата варшавског апартмана. Фредерик Шопен је напустио Варшаву и Пољску непосредно пре избијања Новембарског устанка 1830. године.

- У роману Ги де Мопасана, Пјер и Жан, Пјеров пријатељ, стари пољски хемичар, говори како је дошао у Француску након крвавих догађаја у својој домовини.

- У нацрту романа "Двадесет хиљада миља под морем" Жила Верна (али не и у објављеној верзији), Капетан Немо је пољски племић чија је породица убијена од стране Руса јануара 1863. године током Јануарског устанка. Роман је цензурисан због недавно потписаног савеза између Француске и Русије.[2]